# جنسن جی‌تی
جنسن جی‌تی (Jensen GT) خودرویی است که در سال‌های ۱۹۷۵ تا ۱۹۷۶ توسط شرکت انگلیسی جنسن موتورز تولید شده‌است.
این خودرو در کلاس خودرو اسپورت قرار گرفته و وزن آن در حالت طبیعی ۲٬۴۳۶ پوند (۱٬۱۰۵ کیلوگرم) است.
موتور آن ۱۹۷۳ سی‌سی سیستم جعبه‌دندهٔ آن ۵ دنده به صورت دستی است.